# Dzianis Dzianisau
Dzianis Dzianisau (ur. 28 lipca 1989) – białoruski wioślarz.

## Osiągnięcia
- Mistrzostwa Świata Juniorów – Pekin 2007 – czwórka podwójna – 16. miejsce[1].
- Mistrzostwa Świata U-23 – Račice 2009 – czwórka bez sternika – 16. miejsce[1].
- Mistrzostwa Europy – Brześć 2009 – ósemka – 9. miejsce[1].